# المقرانة (مناخة)

تعديل مصدري - تعديل

المقرانة هي إحدى قرى عزلة بني خطاب بمديرية مناخة التابعة لمحافظة صنعاء، بلغ تعداد سكانها 33 نسمة حسب تعداد اليمن لعام 2004.